# Will Keith Kellogg
Will Keith Kellogg (nascido William Keith Kellogg; 7 de abril de 1860 - 6 de outubro de 1951) geralmente referido como W.K. Kellogg, foi um industrial americano na fabricação de alimentos, mais conhecido como o fundador da Kellogg Company, que produz uma grande variedade de cereais matinais populares. Ele era membro da Igreja Adventista do Sétimo Dia e praticava o vegetarianismo como um princípio alimentar ensinado por sua igreja. Ele também fundou o Kellogg Arabian Ranch, que cria cavalos árabes. Kellogg era um filantropo e fundou a Fundação Kelloggem 1934 com uma doação de US$ 66 milhões.